# František Moravec (generál)

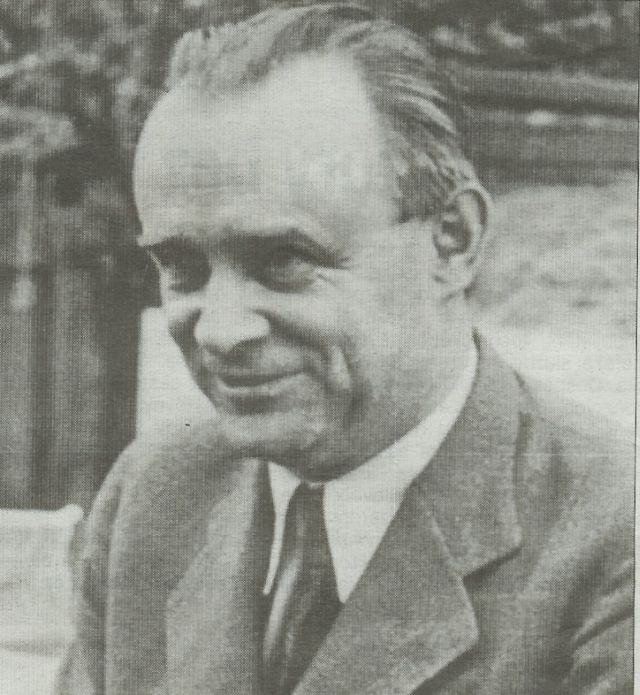
František Moravec

Brigádní generál František Moravec (23. července 1895 Čáslav – 26. července 1966 Washington D.C.) byl československý legionář, důstojník Československé armády a přednosta druhého oddělení Hlavního štábu (vojenská zpravodajská služba).

## Život

### Mládí a studia
František Moravec se narodil 23. července 1895 v Čáslavi jako nejstarší z deseti dětí v rodině úředního zřízence okresního hejtmanství. Ve čtvrté třídě obecné školy přestoupil na gymnázium, kde v roce 1913 jako osmnáctiletý s vyznamenáním maturoval. Poté začal studovat na Filozofické fakultě Univerzity Karlovy moderní filologii (latina, francouzština). V roce 1915 musel ale studia ukončit, neboť byl odveden. Nejprve sloužil v Čáslavi, poté v Jablonci nad Nisou. Absolvoval důstojnickou školu záložních důstojníků a poté odešel s 12. pěším plukem do Kaniže v Uhersku a odtud do Haliče jako podporučík a velitel pěší čety.

### První světová válka
Prvních bojů na frontě se zúčastnil na východní frontě u Krakova a Lembergu a také u Rava-Ruska. 13. ledna 1916 přešel v Polsku s celou hlídkou do ruského zajetí. Zde byl až do konce února 1916 umístěn v důstojnickém zajateckém táboře v Caricynu (pozdější Stalingrad).
V květnu 1916 vstoupil jako dobrovolník do Srbské legie, v jejíchž řadách bojoval na rumunské frontě v Sedmihradsku, Dobrudži a u Soluně v hodnosti poručíka pěchoty; nejprve velel četě, poté rotě a nakonec byl jmenován do funkce pobočníka velitele II. praporu 2. pluku I. Srbské legie. V září 1916 byl v boji raněn. Po vyléčení v červnu 1917 se přesunul se Srbskou legií do Řecka, kde působil od 1. října 1917 do 28. února 1918 jako velitel pěší čety.
V březnu 1918 byl s jednotkou převelen do Francie k 22. pěšímu pluku Československých legií jako velitel čety. Odtud byl odeslán do školy nižších velitelů pěchoty francouzské armády v Saint-Maixent (od 2. května do 1. srpna 1918). Začátkem září 1918 byl znovu převelen k 21. pluku a krátce nato k 35. pěšímu pluku Československých legií (bitva na Piavě a u Tagliamenta).

### Poválečná vojenská služba
V listopadu 1918 se František Moravec vrátil se svým plukem do nově vzniklého Československa, ale obratem byl odeslán na Slovensko do války proti maďarským revolucionářům Bély Kuna. Proti nim bojoval u Miškolce, Apátfalvy a Bánréve. Domů se vrátil v červnu 1919.
V té době se rozhodl pro dráhu profesionálního vojáka. Byl přidělen k 35. pluku do Plzně v hodnosti kapitána pěchoty. V Plzni se oženil s Vlastou Novákovou. Z tohoto svazku se narodily dvě dcery, Hana a Taťána.
V letech 1925–1928 vystudoval Vysokou školu válečnou, kde se připravoval na dráhu důstojníka pro Hlavní štáb. Po jejím absolvování se vrátil zpět do Plzně v hodnosti štábního kapitána, nejprve jako přednosta štábu druhé divize (přednosta 1. a 4. oddělení, poté 2. a 3.). Zde byl také povýšen na majora generálního štábu a zde také poprvé přišel do styku s řízením zpravodajské práce.
Dne 1. prosince 1929 byl jmenován přednostou 2. (zpravodajského) oddělení Zemského vojenského velitelství v Praze. V této funkci si poprvé vyzkoušel řízení zpravodajského útvaru. Na tomto postu setrval až do 29. září 1934, kdy byl převelen do hlavního štábu a jmenován velitelem pátrací sekce druhého oddělení Hlavního štábu.

### Zpravodajská služba

#### Období První republiky
30. září 1934 v hodnosti podplukovníka generálního štábu nastoupil na místo přednosty pátrací skupiny B19 v 2. oddělení Hlavního štábu, v roce 1937 byl v hodnosti plukovníka jmenován zástupcem přednosty celého 2. oddělení Generálního štábu. Po podepsání Mnichovské dohody 29. září 1938 se stal faktickým přednostou 2. oddělení Generálního štábu, neboť dosavadní přednosta plukovník Generálního štábu František Hájek byl na nátlak Němců z funkce odvolán. Do funkce přednosty 2. oddělení Hlavního štábu ale František Moravec nikdy nebyl oficiálně jmenován.
Moravcovo jmenování bylo spojeno s pověstmi o politické protekci, zejména ze strany armádního generála Josefa Bílého a plukovníka Generálního štábu Sergěje Ingra.[zdroj?] Sám Moravec měl mnoho osobních nepřátel, které si získal svou povahou; byl sebevědomý, nekompromisní, ale i ironický a uštěpačný. Byl obviňován ze snahy po rychlé a vysoké vojenské kariéře. Tyto vlastnosti se projevovaly zejména ve vztahu ke kolegům, které považoval za své konkurenty v boji o místo přednosty druhého oddělení Hlavního štábu.
Na místě přednosty pátrací skupiny nahradil plukovníka pěchoty Mojmíra Soukupa. Vzápětí mu bylo vytýkáno nevhodné chování ke svému předchůdci; jeho práci ironizoval a vyjadřoval se k jeho osobě uštěpačně až cynicky. V roce 1935 navíc způsobil další skandál, když obvinil z velezrady generála Lva Prchalu. Obvinění ze spolupráce s německou rozvědkou se nakonec ukázalo jako nepravdivé.
Naproti tomu Moravec po svém příchodu k druhému oddělení postupně vtiskl pátrací skupině jasnou koncepci a jako hlavní cíl zpravodajské činnosti zcela správně určil nacistické Německo. Dokázal vyhledávat schopné lidi, kterými se obklopoval. Byl náročným a nekompromisním k nadřízeným a jejich práci dal účelný a vysoce produktivní styl práce. Navíc dokázal získat více peněz na zpravodajskou činnost a během svého působení podstatně rozšířil zpravodajskou síť proti Německu.
Přednostou druhého oddělení Hlavního štábu byl v době Moravcova působení plukovník Generálního štábu František Hájek. Svou funkci vnímal spíše jako reprezentativní a proto se ve svém úřadu vyskytoval minimálně a sám se tak z řízení oddělení vyřazoval. Na Moravce tak přecházela většina jeho povinností. Mezi oběma důstojníky v té době nebyly žádné konflikty. Mnohem více problémů působily vzájemné antipatie mezi Moravcem a přednostou studijní (vyhodnocovací) sekce plk. gšt. Františkem Havlem. V něm Moravec cítil budoucího konkurenta v boji o místo přednosty druhého oddělení Hlavního štábu.
Mezi největší úspěchy pátrací sekce pod Moravcovým vedením patří získání Paula Thümmela (krycím označením A-54), pracovníka Abwehru pro spolupráci s druhým oddělením v roce 1936. Naopak mezi výrazné chyby, za které byl kritizován, byla falešná varování o hrozícím německém nebezpečí v květnu a později v září 1938, na jejichž základě byla provedena částečná mobilizace československé armády (a odkryty tak nástupní plány).

#### Období Druhé republiky

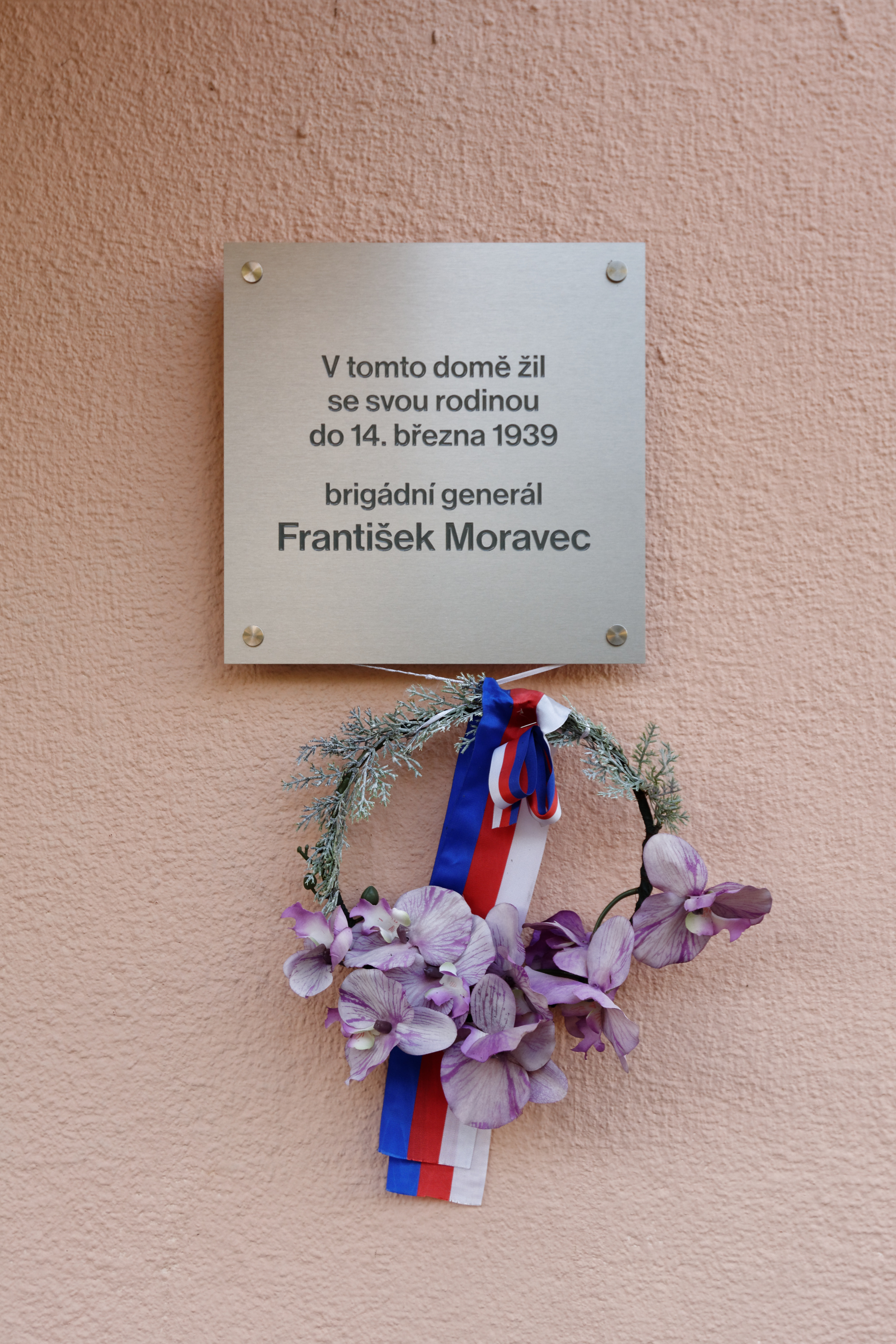
Pamětní deska generálu Františku Moravcovi v Praze 6

Poté, co se československá vláda podřídila podmínkám Mnichovské dohody, Moravec se jako disciplinovaný voják podřídil. A to přesto, že patřil k části důstojnického sboru, který zastával názor, že se Československo mělo bránit a to bez ohledu na následky, protože „…o hranicích a svobodě se nediskutuje. Ty se musí bránit vždy a všemi prostředky…“
Nová vláda, která vznikla po demisi Hodžovy vlády 22. září 1938, nastoupila kurz neodporování nacistickému Německu. V rámci této politiky 11. ledna 1939 na žádost z německé strany opustil funkci přednosty druhého oddělení Hlavního štábu plk. Generálního štábu Hájek, a Moravec byl dočasně pověřen výkonem funkce přednosty místo něj. Díky nové koncepci Ministerstva národní obrany pro činnost zpravodajské služby bylo druhému oddělení nařízeno ukončit agenturní (výzvědnou) činnost proti Německu. Toto nařízení splnil Moravec pouze „naoko“. Zpravodajská činnost proti Německu byla prováděna nadále, ovšem byla hluboce zakonspirována (utajena). Z činnosti v tomto období bylo Moravcovi (a v podstatě i celému Hlavnímu štábu československé armády) později vytýkáno, že neučinil maximum pro přípravu na přechod do ilegality v případě obsazení zbytku Československa Německem.[zdroj?]
Od počátku března 1939 začalo Moravcovo 2. oddělení zachytávat zprávy o chystaném obsazení Československa v polovině měsíce. Dne 7. března se od agenta A-54 dozvěděli, že k okupaci dojde 14. nebo 15. března. V doprovodu zastupujícího náčelníka Hlavního štábu generála Bohuslava Fialy navštívil předsednictvo vlády, kde seznámil přítomné s aktuální situací a předpokládanou okupací. Setkal se s odmítáním a tvrzením, že vyvolává paniku. Přesto předsednictvo vlády nadále burcoval. Poslední, jednoznačná zpráva o 15. březnu 1939 jako o datu okupace, přišla od agenta A-54 11. března.
Dne 11. března Moravec přijal nabídku pracovníka britské zpravodajské služby Secret Intelligence Service na odchod (spolu s dalšími zpravodajci) do emigrace ve Spojeném království, a pokračovat ve zpravodajské činnosti proti Německu odtamtud. Nařídil likvidaci archivů druhého oddělení, rozpuštění agenturních sítí (či jejich přechod do ilegality) a vybral dalších 11 osob, které ho měly do Anglie následovat. Kritériem pro výběr se stala znalost agenta A-54 (kterého chtěli zpravodajci využívat i nadále). Za výběr byl po válce kritizován například Františkem Havlem (ačkoliv se mu nedaly vytknout sobecké pohnutky, neboť zakázal přepravu rodin zpravodajců, včetně své), neboť mnohdy zohlednil i své sympatie a antipatie.[zdroj?]
Dne 14. března 1939 opustil v letadle holandské KLM s dalšími československými zpravodajci republiku a unikl tak německé okupaci Československa. Od tohoto okamžiku se datuje začátek organizovaného vojenského odboje v zahraničí.

#### V emigraci během druhé světové války
Se svými spolupracovníky se usadil v Anglii a pokračoval ve zpravodajské práci při exilové vládě Edvarda Beneše. Byl v kontaktu s různými skupinami domácího odboje.
Byl (zejména z domova) obviňován z toho, že odchod skupiny zpravodajců z obsazovaného Československa byl především činem sebezáchovy, navíc nepřipraveným. Vojenský odboj v obsazeném Československu Moravce nikdy neuznal za vedoucí osobnost vojenského exilového odboje (tím byl generál Sergěj Ingr).[zdroj?]
V letech 1939–1940 byl Moravec účastníkem řady vnitroexilových konfliktů, při nichž docházelo k vyjasňování kompetencí a pravomocí (kromě londýnského exilu existoval československý exil v Paříži a v Polsku). K prvnímu většímu konfliktu došlo v září 1939, když zásadním způsobem změnil generální instrukci, kterou generál Ingr jako hlava exilového vojenského odboje odesílal do okupovaného Československa. Instrukce se týkala možného povstání s tím, že o jeho zahájení rozhodne velení domácího odboje. Moravec změnil (na žádost britské IS a po konzultaci s Edvardem Benešem) instrukci v tom smyslu, že revoluce bude zahájena rozkazem z Londýna, což bylo Ingrem (přes objektivní důvody vedoucí k zásahu do instrukce) vnímáno jako zásadní porušení pravomocí a v budoucnu vedlo k dalším konfliktům.[zdroj?]
Do dalšího ostrého konfliktu se Moravec dostal se svým bývalým nadřízeným plukovníkem Hájkem, kterého se mu podařilo vytěsnit z vedení exilového zpravodajství. Zároveň si tím ale rozšířil počet nepřátel, kteří Moravcovo jednání považovali za bezcharakterní. Na druhou stranu se uznává[zdroj?] Moravcův podíl na konsolidaci a sjednocení odbojového zpravodajství kolem osoby E. Beneše a díky informacím předávaným Spojencům podíl na uznání československého exilu jako plnoprávného a hodnotného účastníka protinacistického boje. Svým monopolem na informace z Protektorátu, Německa, ale i z vládních kruhů Spojenců si zajistil výlučné postavení v okruhu Benešových spolupracovníků.
Okruh osobností, se kterými měl Moravec nepřátelské či napjaté vztahy (např. Jan Masaryk, Heliodor Píka) byl široký a po osvobození Československa v roce 1945 byl jednou z příčin Moravcova „odstavení“.
Teprve po porážce Polska a Francie se londýnský exil stal jedinou západní centrálou západního zahraničního odboje. Vznikla československá exilová vláda v Londýně, s ní vzniklo mimo jiné i exilové Ministerstvo národní obrany; v něm byl Moravec jmenován do čela II. (zpravodajského) odboru a tím podřízen ministrovi obrany diviznímu generálovi Ingrovi. To vedlo k dalším konfliktům mezi oběma muži, neboť Moravec spoléhal na svou blízkost k Edvardu Benešovi a odmítal se Ingrovi podřídit.[zdroj?]
V polovině roku 1941 se československé exilové vedení dostalo pod tlak britské a později i sovětské vlády. Spojenci žádali znásobení počtu sabotážních a diverzních akcí proti německé okupační správě na území bývalého Československa. Moravec, který patřil k tzv. militantním důstojníkům exilu začal prosazovat zvýšení odbojové činnosti v Protektorátu, neboť se domníval, že Češi nemohou v boji proti nacismu zůstat stranou:
„U nás se už začíná žít v představě, že nám prostě spadne do klína nový 28. říjen…“

Zároveň ale dospěl k závěru, že domácí odboj, po ztrátách způsobených gestapem, není schopen většího ozbrojeného vystoupení, a rozhodl o programu vojenských akcí zvenčí. K tomu mělo být využito parašutistů vysazených nad Protektorátem, přičemž parašutisté měli být především kurýry výzbroje a instruktory pro výcvik odbojářů doma. Je tedy považován za autora plánu na atentát na zastupujícího říšského protektora Reinharda Heydricha, provedený československými výsadkáři v roce 1942.
Po atentátu na Heydricha a následné německé odvetě proti obyvatelstvu Protektorátu došlo k likvidaci agenturních sítí na území Čech a Moravy, které předávaly zpravodajské informace do Londýna, a ke ztrátě radiového spojení mezi Protektorátem a zahraničním odbojem. Moravcova skupina se tak ocitla bez přísunu informací. To vedlo v letech 1942–1943 ke zpochybňování Moravcových kvalit a jeho schopnosti nadále vést zpravodajský odbor exilového MNO.
Přesto byl v roce 1943 František Moravec povýšen do hodnosti brigádního generála. V polovině září 1944 byl jmenován podnáčelníkem štábu hlavního velitele Československé armády a stal se Ingrovým zástupcem. Jmenování přišlo v období vypuknutí Slovenského národního povstání.
9. března 1945 se prezident Beneš s doprovodem přesunul do Moskvy a později do osvobozených Košic, kde byla ustavena prozatímní československá vláda. Ta začátkem dubna 1945 Benešovi doporučila Moravcovo penzionování. To Beneš, s ohledem na Moravcovy zásluhy o osvobození odmítl. Generál Moravec byl tedy prozatím pouze odvolán z funkce a ponechán v Londýně.

### Po osvobození
Do osvobozeného Československa se generál Moravec vrátil 5. června 1945. Byl přijat náčelníkem hlavního štábu, divizním generálem Bohumilem Bočkem. Bylo mu sděleno nové, prozatímní zařazení do pomocného úřadu ministerstva národní obrany a zároveň byl odeslán na časově neomezenou dovolenou. O jeho služby nemělo nově vzniklé Reicinovo Obranné zpravodajství zájem. Zůstal tak sám. Jeho bývalí spolupracovníci se mu vyhýbali.

#### Vyšetřování
V létě 1945 nařídil generální prokurátor 1. československého armádního sboru tzv. vyhledávací řízení, na jehož základě měl být generál Moravec obviněn ze zanedbání služebních povinností tím, že v období obsazování Československa německou armádou nezničil či neodvezl důležitý zpravodajský materiál. Díky tomuto údajnému zanedbání se německý Abwehr zmocnil seznamů československých zpravodajských důstojníků a spolupracovníků druhého oddělení Hlavního štábu. V květnu 1946 bylo ale šetření ukončeno s konstatováním, že všechny činy, ze kterých je gen. Moravec podezříván, jsou promlčeny.
Toto konstatování znamenalo pouze, že Moravcovým případem se nebude zabývat vojenský soud. 12. června 1946 určil MNO kárného žalobce. Od června 1946 do března 1947 probíhalo kárné řízení a výslechy svědků včetně gen. Moravce. Vyšetřování kárného výboru konstatovalo, že Moravcovi nelze přičítat vinu za nezničení zpravodajských materiálů. V červenci 1947 zpracovalo OBZ zprávu, ve které znovu dokazovalo Moravcovu vinu za nezničení zpravodajských materiálů. 11. listopadu 1946 vynesl kárný výbor osvobozující rozsudek. Ten však byl ministrem národní obrany Ludvíkem Svobodou vrácen zpět a bylo nařízeno nové vyšetřování. 26. února 1947 bylo toto řízení dekretem prezidenta republiky definitivně zastaveno.
1. prosince 1947 byl generál Moravec jmenován zatímním velitelem 14. divize v Mladé Boleslavi. 28. února 1948 byl z této funkce odvolán.

### Po únoru 1948
Po komunistickém převratu v únoru 1948 opustil generál Moravec 29. března 1948 Československo a odešel za pomoci britské zpravodajské služby do své třetí emigrace. Postavil se do čela Special service company (SSC), zpravodajské organizace řízené a financované Spojenými státy americkými a sídlící v tehdejším Západním Německu. SSC se pomocí svých kontaktů v Československu snažila mapovat politickou a společenskou situaci a možnosti zvratu politického systému. V roce 1949, když došlo ke vzniku Rady svobodného Československa (RSČ), předával SSC část získaných informací i jí. SSC však nebyla jedinou zpravodajskou organizací československé emigrace; další pracovaly pod záštitou Velké Británie či Francie. V rámci RSČ vznikla centrální zpravodajská organizace, vedením byl jmenován generál Ingr.
V letech 1951–1952 Moravec řídil skupinu OKAPI vysílající do Československa agenty pro sběr informací. Skupina však byla infiltrována StB. Navíc selhaly i plány operace Velký metař mající za cíl unést na Západ generálního tajemníka KSČ Rudolfa Slánského (o plánu se dozvěděl i Stalin a nařídil Slánského zatknout a odsoudit).
V 50. letech byla zpravodajská činnost Moravcovy skupiny postupně omezována, až byla zastavena úplně. Na vině by mohly být změny v americké zahraniční politice i neúspěchy, které činnost SSC provázely. František Moravec byl po celá 50. léta navíc cílem sledování československých zpravodajských služeb. Poté, co se začátkem 60. let odstěhoval natrvalo do USA, bylo toto sledování utlumováno, až bylo v roce 1962 ukončeno úplně pro vysoký věk a minimální nebezpečnost pro režim v Československu.
Poslední roky svého života pracoval generál Moravec ve vojenské rozvědce americké armády jako poradce pro Československo, jednalo se ale spíše o čestnou funkci.
Zemřel 26. července 1966 ve Washingtonu, D.C. na infarkt myokardu.

## Po roce 1989

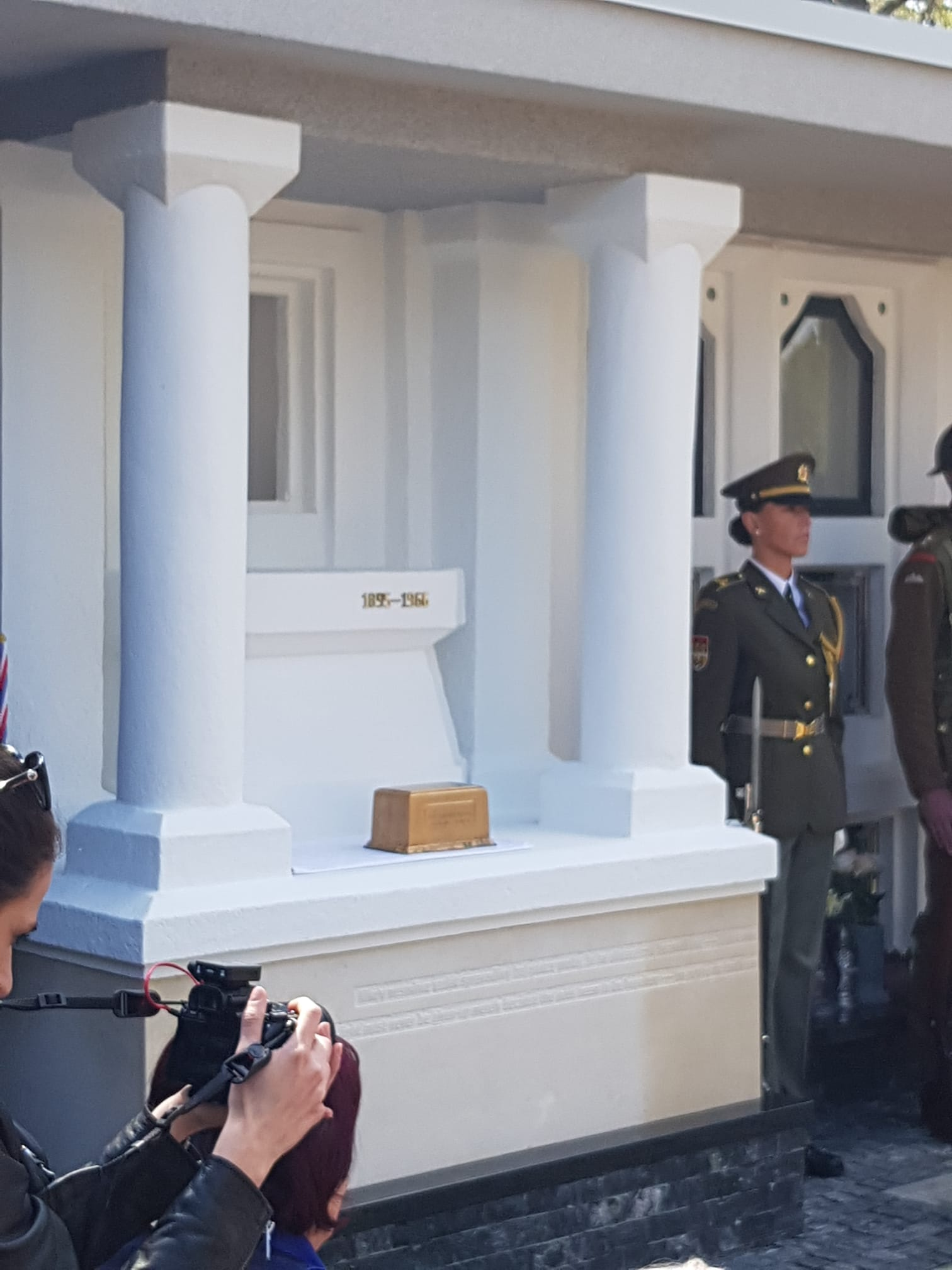
Urna s ostatky generála Františka Moravce při pietním ukládání na hřbitově v Čáslavi dne 26. dubna 2022

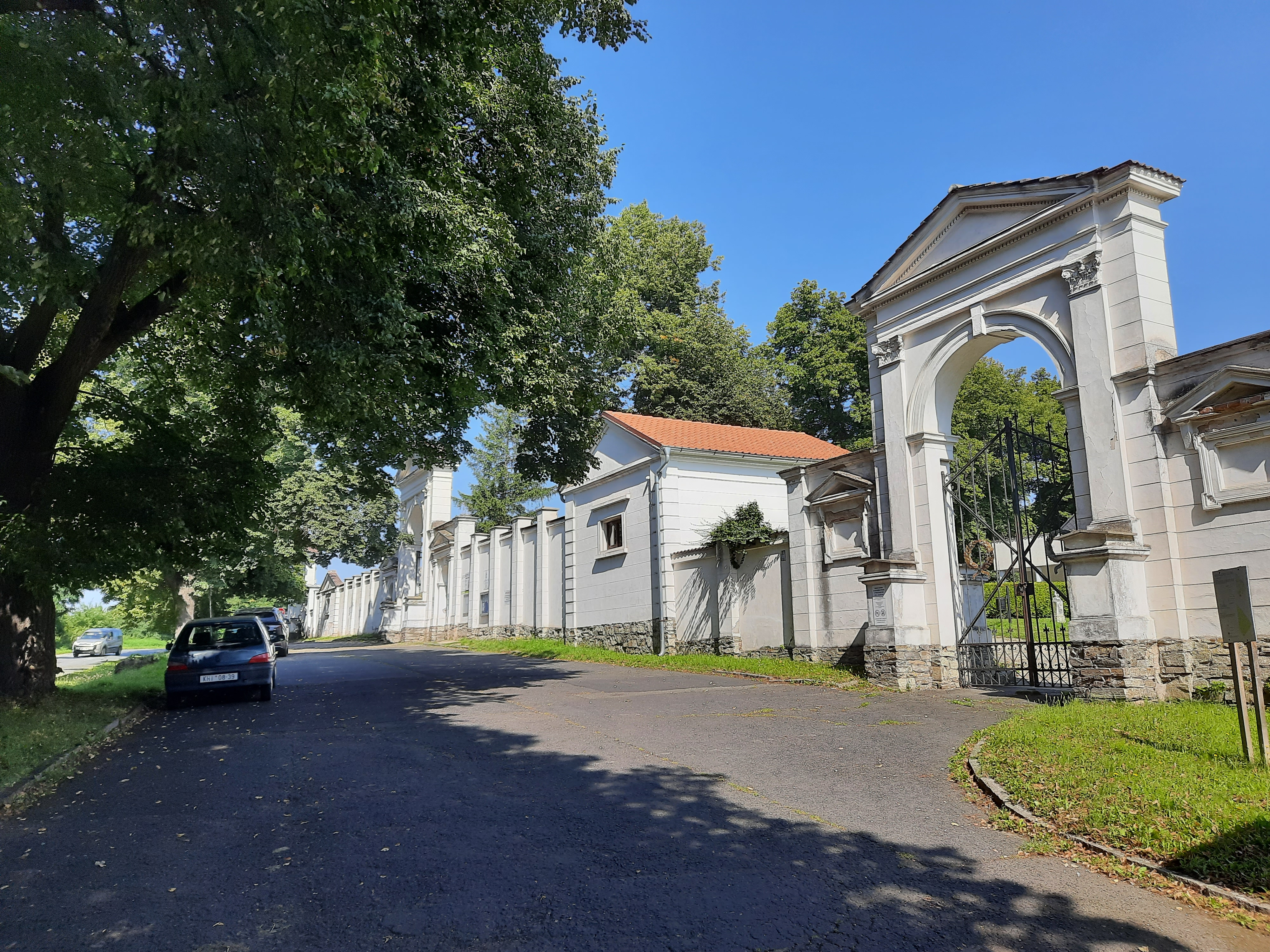
Hřbitov v Čáslavi, vstupní brána

Od roku 1999 nese jeho jméno 601. skupina speciálních sil Armády České republiky. Dne 26. dubna 2022 byly jeho ostatky oficiálně převezeny z USA do Česka k pietnímu uložení v kolumbáriu hřbitova v Čáslavi.

## Vyznamenání
|                                                    | Rakouská vojenská medaile za zásluhy                     |
|                                                    | Řád sv. Anny III. třídy s meči                           |
|                                                    | Řád sv. Jiří, IV. třída                                  |
|                                                    | Italský válečný záslužný kříž                            |
|                                                    | Croix de guerre                                          |
|                                                    | Československý válečný kříž 1914–1918                    |
|                                                    | Československá medaile Vítězství                         |
|                                                    | Československá revoluční medaile                         |
|                                                    | Řád sokola, vojenské skupiny s meči                      |
|                                                    | Řád rumunské koruny                                      |
|                                                    | Řecký válečný kříž                                       |
|                                                    | Srbská medaile za hrdinství ve zlatě                     |
|                                                    | Srbský řád bílého orla                                   |
|                                                    | Řád britského impéria (Commander)                        |
|                                                    | Legie zásluh                                             |
|                                                    | Československý válečný kříž 1939                         |
| Stužka Řádu Milana Rastislava Štefánika III. třídy | Řád Milana Rastislava Štefánika III. třídy (in memoriam) |
|                                                    | Řád Bílého lva; vojenské skupiny II. třídy (in memoriam) |